# Marais de Grée
Le (ou les) marais de Grée est une zone géographique humide, située sur les communes d'Ancenis et de Saint-Herblon, à l'est de la Loire-Atlantique, en France.

## Toponymie
Le mot grée serait d'origine celte et évoquerait un endroit pierreux.
Le terme "grée" désignait en pays gallo une colline rocheuse couverte d'une lande ou champ pierreux. Effectivement, les marais de Grée sont entourés de buttes schisteuses à sols squelettiques peu propices aux cultures. Ainsi, les "hasard" topographique ont-ils permis de réunir dans un même toponyme deux mots qui désignent des milieux totalement opposés.

## Géographie
La formation du marais résulte de l’existence d'une dépression schisteuse parcourue par quelques ruisseaux. Au centre, l'altitude moyenne varie entre 6 et 7,5 m. Les abords du marais sont sensiblement plus marqués avec des buttes schisteuses comme celles de la Gréserie (17 mètres), la Chapelle Saint-Georges (16 mètres), la Templerie (14 mètres), le Verger et la Trochonière (13 mètres) et la Basse-Île (12 mètres). Dans cette dépression, les inondations régulières de la Loire y ont déposé des alluvions, la transformant progressivement en un marais. Celui-ci s'étend désormais sur 4 km du Nord au Sud et sur 8,5 kilomètres, d'est en ouest, sur environ 450 hectares.
Le bassin versant, d'environ 15 000 hectares, est principalement alimenté par les ruisseaux Grée, Aubinière et Clairet qui convergent vers la Loire. Les prairies du marais sont sillonnées de canaux qui se rejoignent au sud pour se jeter dans la Loire, au niveau de l'île Delage. Depuis 1991, l'installation d'un vannage permet de gérer les niveaux d’eau dans le marais afin d'éviter les crues de la Loire en hiver ou son assèchement en été.
La cuvette marécageuse est formée d'alluvions récentes qui se sont accumulées dans le marais par refoulement des eaux vaseuses de la Loire (moins de 2 000ans). Une coupe réalisée à l'exécutoire du marais de Grée indique que les débris végétaux forment une épaisse couche. Dans le marais lui-même, on trouve localement une tourbe noire atteignant 80cm. Le remblaiement global en alluvions pourrait atteindre une dizaine de mètres d'épaisseur. La potentialité agronomique moyenne de ces alluvions est diminuée par la présence d'eau au printemps.[...] Les zones inondables appartiennent à un complexe de roches primaires. Il s'agit d'un complexe gréso-pélitique frasno dinantien, puissante série détritique dont les horizons inférieurs admettent des intercalations calcaires (fossiles de la faune marine du frasnien). Les sols sont là-aussi de valeur agronomique très moyenne, souvent séchant en zone de pente et sur les buttes (affleurement de la roche mère). Des affleurements rocheux à schistes altérés, déterminent par endroits des sols squelettiques à flore très particulière (Sédum d'Angers, etc...).

## Histoire et légende
En 1837, une ordonnance de Louis-Philippe crée un syndicat regroupant 70 propriétaires privés.
Une légende veut qu'il y aurait eu jadis une ville dans le marais. Elle s’appuie sur la découverte de briques, de pierres et d’éléments de charpente retrouvés dans le marais au XIXe siècle.

## Écologie
La faune y est variée, avec plus de 150 espèces d'oiseaux observées, puisqu'il s'agit d’une zone de reproduction d’espèces associées aux milieux humides (grèbes castagneux, colverts, sarcelles d'été, bruants des roseaux et proyers, alouettes des champs…) et de halte migratoire, pour des limicoles (bécassines des marais, chevaliers aboyeurs et culs-blancs, balbuzards pêcheurs, oies cendrées…).
Le site est classé et inclus dans le réseau européen Natura 2000 et constitue une « Zone d’Intérêt Communautaire pour les Oiseaux ». Un observatoire ornithologique est implanté au nord-est du site, près du hameau dit Le Marais.